# Relazioni bilaterali tra Cina e Russia
Le relazioni tra Cina e Russia si riferiscono alle relazioni internazionali tra la Repubblica Popolare Cinese e la Federazione Russa. Le relazioni diplomatiche tra Cina e Russia sono notevolmente migliorate dopo la dissoluzione dell'Unione Sovietica e l'istituzione della Federazione Russa nel 1991. Lo studioso statunitense Joseph Nye sostiene: "Con il crollo dell'Unione Sovietica, l'alleanza USA-Cina finì e iniziò un riavvicinamento Cina-Russia. Nel 1992, i due paesi hanno dichiarato che stavano perseguendo una "partnership costruttiva"; nel 1996 sono progrediti verso una "partnership strategica"; e nel 2001 hanno firmato un trattato di "amicizia e cooperazione".